# Новозеландская овчарка
Новозеландская овчарка (англ. New Zealand Huntaway) — пастушья собака, выведенная фермерами Новой Зеландии для помощи в выпасе и перегоне скота. Другое название овчарки — хантвей (англ. huntaway) — происходит от англ. «to hunt away», в буквальном переводе означающее «охотиться вдали» . Порода относительно новая, насчитывает около 100 лет, выведена примерно в конце XIX в. Собака, умеющая управлять стадом, в том числе с помощью лая. Используются только для пастьбы, а не для охраны, ввиду своего лояльного, даже к незнакомцам, характера.
Средняя продолжительность жизни 12—14 лет. Отличаются большой выносливостью и трудоспособностью. Эти собаки способны работать весь день в холмистых регионах типичной новозеландской овечьей фермы. Они особенно подходят там, где слишком холмистая местность для лошадей или мотоциклов. Хороший хантвей может спокойно работать весь день в загоне стада, преодолевая большие расстояния, лая весь день, если потребуется. У них хорошее зрение, благодаря которому они прекрасно отслеживают отбившихся овец от стада.
Новозеландские овчарки не признаются кинологическими клубами как «настоящая» порода, только как рабочие собаки. Вплоть до 2013 года ни один собаководческий клуб не признавал её, даже в Новой Зеландии. Несмотря на это, они довольно популярны и в Великобритании, и в Австралии, и в Японии.
Собаки, победившие на соревнованиях, могут быть зарегистрированы Новозеландской ассоциацией испытаний пастушьих собак (New Zealand Sheep Dog Trial Association) в племенной книге ассоциации.

## История породы
Первое упоминание о породе встречается в печатном издании 1886 г. , однако официально в Новой Зеландии исчисление ведется с 1900 г., когда обращения в СМИ о продажи этих собак носили массовый характер. Доподлинно происхождение породы неизвестно. Согласно главной гипотезе, основой послужила английская овчарка, которая имела хорошие рабочие данные, но не обладала необходимым голосом. Путем многочисленных скрещиваний с местными породами, удалось достичь требуемого результата. Хантвей обладает сильным горловым звучанием, он способен монотонно лаять в течение нескольких часов, что является отличительной чертой этой породы. Данная порода не признана Международной кинологической федерацией, так как экстерьер имеет широкие границы по длине, шерсти, весу и цвету, т.е. включает несколько подвидов, в зависимости от скрещивания. Однако с 1967 г. Новозеландским кинологическим клубом ведётся регистрация поголовья рабочих собак, к которым отнесли данную породу как национальную. Этих собак используют во всей Новой Зеландии для выпаса и сбора больших стад овец. С 2014 г. эти овчарки признаны частью культурного наследия Новой Зеландии.

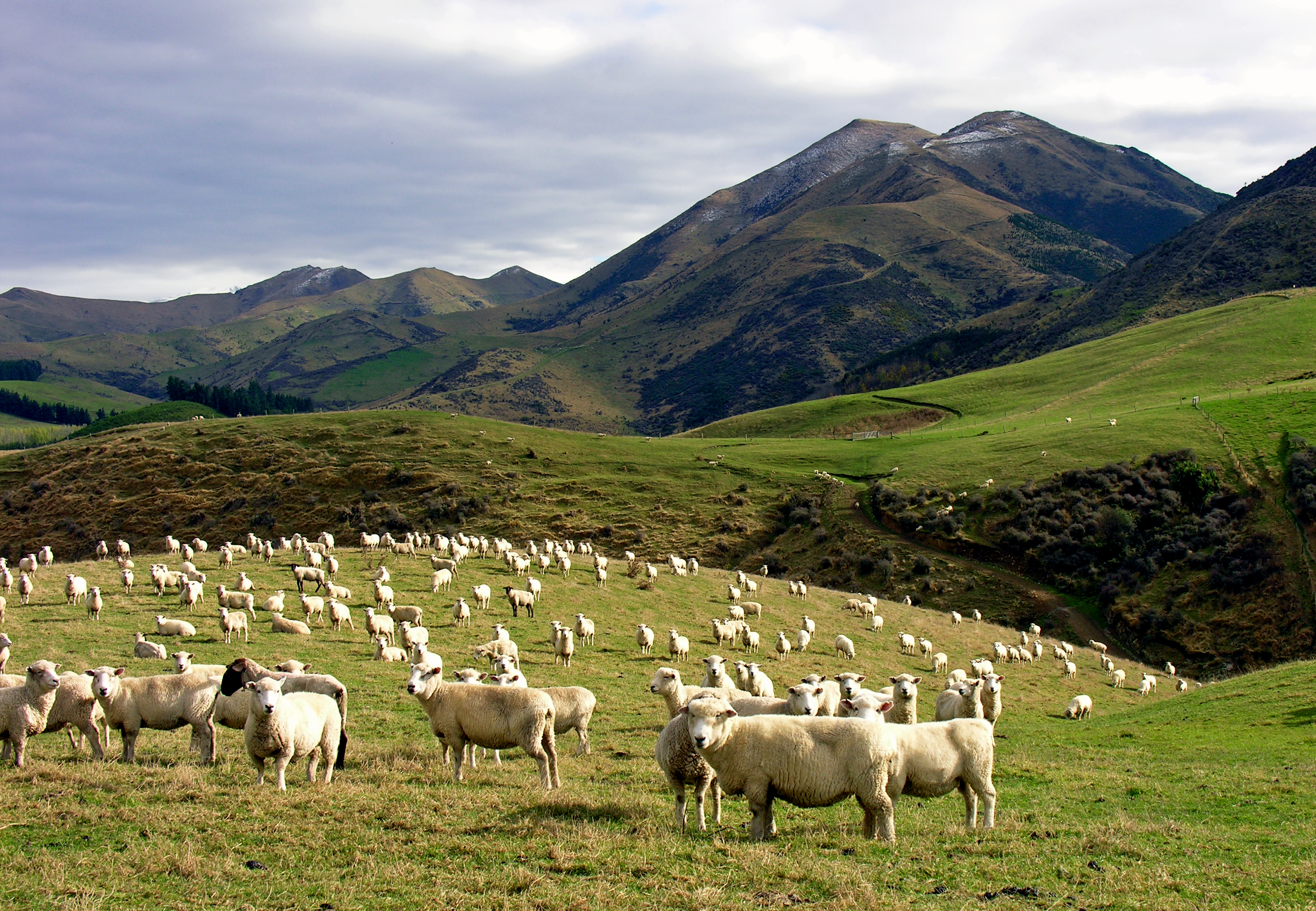
Пастбища Новой Зеландии заселяет 70 миллионов овец

Овцеводство в Новой Зеландии началось в 30-е годы XIX в. Вскоре оно превратилось в ведущую отрасль хозяйства. Справляться с выпасом стад помогали четвероногие пастухи, они заменяли двух-трёх человек каждая. Изначально в Новой Зеландии для этого использовали английских пастушьих собак, которых завезли сюда ещё в XVII–XIX вв. Маленькими стадами овец можно было управлять с помощью колли. Со временем стада становились очень большими, и колли перестали справляться со своей работой. В начале XX в. поголовье овец в Новой Зеландии достигло 20 млн. Длинная шерсть колли, тёплый климат и бесшумная работа собак перестала подходить для этой работы. Надо отметить, что большинство овчарок, завезённых в Новую Зеландию из Великобритании, работали со скотом молча, и большинство фермеров признали тот факт, что при перегоне и выпасе скота нужна лающая овчарка. Также колли были недостаточно выносливы и быстро уставали, пастух никогда не знал, где находятся его собаки. Нужна была короткошерстная выносливая собака, которую было бы слышно. Фермерам пришлось заняться выведением подходящей оптимальной породы с необходимыми качествами. В конце концов, такие собаки были найдены и были массово разведены. В XX в. была выведена порода новозеландской овчарки: спокойная, трудолюбивая собака, с отменным здоровьем, которая умела громким лаем собирать отбившихся от стада овец. Эти собаки были научены громко лаять только при работе со стадом. В остальное время они оставались спокойными. Считается, что при выведении хантвеев были задействованы босерон, или французская овчарка, бладхаунд, немецкая овчарка, лабрадор, колли и ротвейлер. Но это только предположение, как утверждают кинологи и специалисты в этой области.

## Признание породы
По состоянию на август 2013 года порода хантвей была признана Новозеландским кинологическим клубом (NZKC). Это первое в истории признание породы собак новозеландского происхождения. Так NZKC был введён стандарт параметров для породы Huntaway, но он включает примечания.
По мнению Новозеландской ассоциации охотничьих собак, порода хантвей никогда не может быть зарегистрирована из-за больших различий в цвете, типе и размере собак и из-за невозможности доказать на выставке свою основную (и единственную) задачу породы — как рабочего фонда. По мнению Новозеландской ассоциации охотничьих собак, хантвей не должен использоваться исключительно, как домашнее животное. Никаких изменений в официальном стандарте породы Новой Зеландии сделано не будет без согласования с Судебной Ассоциацией Новой Зеландии.

## Характер

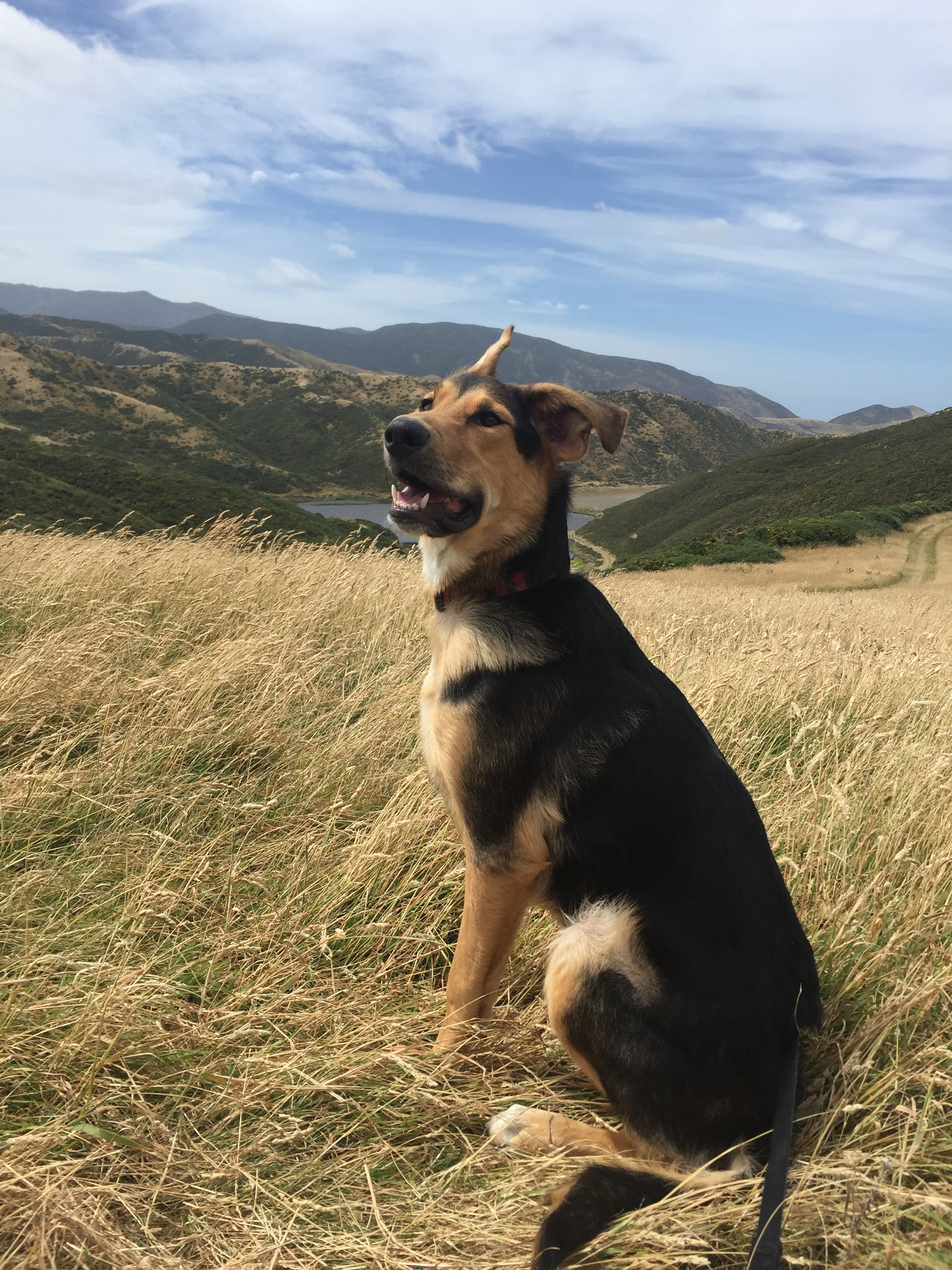
Новозеландские овчарки очень ласковые и дружелюбные

Новозеландская овчарка отличается спокойным и бесконфликтным характером. Она дружественна, спокойна и лояльна даже к незнакомцам. Считается чересчур ласковым и коммуникабельным псом, поэтому её не используют в качестве сторожевой собаки, исключительно для пастьбы.
Хантвей необыкновенно умные, очень обучаемые собаки. Своим хозяином собаки этой породы считают только одного члена семьи, при этом одинаково любит всех остальных. Представители породы очень ласковы к детям, даже если ребёнок во время игры причинит собаке боль, хантвей никогда не обидит малыша и не зарычит. Поэтому всё чаще её используют как собаку-компаньона.
Новозеландская собака хорошо уживается с разными домашними животными, в том числе и с котами. Исключение составляют лишь её сородичи — такие же хантвеи. Не уживаются две новозеландских овчарки вместе.
Хантвей считается довольно интеллектуальной собакой, умеющей принимать решения самостоятельно. Кинологи утверждают что каждый шаг хантвей обдуманный.

## Экстерьер
До 2013 года параметры собак были весьма условны, так как стандарт породы хантвей до этого времени не был принят. Только те собаки, которые побеждают на испытании, могут быть зарегистрированы в родословной книге в Новозеландской ассоциации охотничьих собак.
Собаки этой породы бывают разных размеров, форм и цветов. Есть два общеизвестных типа хантвей: длинношёрстная и короткошёрстная. Некоторые из этих собак очень большие, а некоторые очень маленькие. Хоть и любой размер приемлем, все же стандартом выводится среднее значение: обычно высота кобелей в холке составляет от 61 до 66 см, сук от 56 до 61 см. Вес в диапазоне от 30 до 40 кг у кобелей и от 25 до 35 кг у сук.
Голова у новозеландской овчарки некрупная, морда вытянута, немного суженная к носу, мочка носа чёрная, довольно крупная. Глаза небольшого размера, карего цвета. Уши висячие, посажены высоко, полуспущены[какие?]. Овчарка имеет широкую, мускулистую шею средней длины. Корпус у собаки пропорциональный, спина длинная, мускулистая. Конечности ровные, длинные, параллельно расположенные, с хорошо развитыми мышцами и ярко выраженными скакательными суставами, что позволяет ей развивать довольно большую скорость. Хвост средней длины, толстый, как правило, или свободно свисает вниз, или удерживается вертикально. Шерсть обычно короткая и плотная, но длинношерстные тоже известны (часто называемые «Beardies»). Окрас чаще всего чёрный, с рыжим подпалом, встречается чёрный с коричневым подпалом.

## Уход и воспитание
Вообще эта собака предназначена для работы, но содержать хантвей можно и в квартире, и в загородном доме. Главным условием содержания являются регулярные физические нагрузки. Отсутствие таковых может привести к тому, что собака начнет шалить в квартире, тем самым портить имущество. Хантвей очень энергичные, активные собаки, любят гулять, бегать, поэтому, заводя такую собаку, нужно быть готовым к прогулкам.
Хантвей в общем-то легко поддаются дрессировке, однако следует учитывать индивидуальность каждого отдельного пса. В дрессировке требуется уважение и терпение к собаке. Ни в коем случае нельзя применять физические наказания, давать глупые необдуманные команды.
Если говорить о воспитании новозеландской овчарки для работы, то она не нуждается в каких-либо специальных упражнениях, выходящих за рамки её обычных обязанностей. Они были разведены для работы со стадом на холмах и в горах Новой Зеландии, где передвижение затруднено, поэтому сформулированные команды и свистки используют для передачи команд этим собакам, когда они находятся на расстоянии.
Уход за новозеландской овчаркой весьма несложный. Шерсть нужно периодически вычёсывать щеткой (желательно два раза в неделю), в случае сильного загрязнения животное необходимо купать. Требуется обычный уход за глазами и ушами.

## Питание
Для новозеландской овчарки крайне важно составить правильный рацион питания. Большинство фермеров кормят своих собак свежим мясом. Собаку можно кормить и натуральными продуктами, и сухими кормами высокого качества. Если выбирается натуральное кормление, то в рационе собаки должны присутствовать:
- Субпродукты и нежирное мясо
- Различные каши: пшеничная, овсяная, ячневая
- Кисломолочные продукты
- Варёная морская рыба
- Фрукты и овощи
- Яйца

Питьевая чистая вода должна быть всегда доступна собаке. Со стола кормить не рекомендуется, так как ей запрещены соль, сладости, приправы, копченные продукты, маринованные, трубчатые кости, выпечка. В период беременности в питание собаке необходимо включить биодобавки с минералами, включить в питание витаминный комплекс.